# 蹶鼠科
蹶鼠科（学名：Sicistidae），是哺乳纲啮齿目跳鼠总科的一科，过去一般被视为跳鼠科（Dipodidae）的一个亚科－蹶鼠亚科或長尾跳鼠亞科（Sicistinae）。本科目前仅含一属－蹶鼠属（Sicista）。本科的学名有“Sicistidae”和“Sminthidae”两种，学术界两种都有使用。